# Hakea cygna
Hakea cygna är en tvåhjärtbladig växtart. Hakea cygna ingår i släktet Hakea och familjen Proteaceae.

## Underarter
Arten delas in i följande underarter:
- H. c. cygna
- H. c. needlei